# دار حماد (نجرة)

تعديل مصدري - تعديل

دار حماد هي إحدى قرى عزلة دواس بمديرية نجرة التابعة لمحافظة حجة، بلغ تعداد سكانها 657 نسمة حسب تعداد اليمن لعام 2004.